# Bayou Vista
Bayou Vista város az USA Texas államában, Galveston megyében. Lakosainak száma 1763 fő (2020. április 1.).

## Népesség
A település népességének változása:

| 2010 | 1 537 |
| 2020 | 1 763 |